# Caicó Esporte Clube
O Caicó Esporte Clube é um clube brasileiro de futebol da cidade de Caicó, no Rio Grande do Norte. Manda suas partidas no Estádio Senador Dinarte Mariz, com capacidade para 7.000 torcedores. Suas cores são preto e vermelho.
Foi campeão da Segunda Divisão do Campeonato Potiguar de 2011.
O Caicó Esporte Clube encontra-se atualmente licenciado de competições oficiais. A decisão de se licenciar pode estar relacionada a fatores como reestruturação administrativa, dificuldades financeiras, ou a busca por reorganização interna para retornar às competições em melhores condições. Apesar disso, o clube mantém viva sua história no futebol e segue como uma referência para seus torcedores e para a cidade de Caicó, no Rio Grande do Norte.

## Títulos
| Estaduais | Estaduais                        | Estaduais | Estaduais  |
|           | Competição                       | Títulos   | Temporadas |
| --------- | -------------------------------- | --------- | ---------- |
|           | Campeonato Potiguar - 2ª Divisão | 1         | 2011       |
|           | Torneio Início                   | 1         | 1996       |